# Ben Hardy
Benjamin Jones (2 de janeiro de 1991), conhecido por seu nome artistico Ben Hardy, é um ator inglês. Ele é mais conhecido por interpretar o papel de Peter Beale na soap opera EastEnders, da BBC. Hardy colaborou duas vezes com o diretor Bryan Singer, fazendo sua estreia no cinema interpretando o Anjo no filme X-Men: Apocalipse. Recentemente interpretou o baterista Roger Taylor no filme biográfico Bohemian Rhapsody.

## Vida pessoal
Hardy nasceu em Bournemouth, Dorset, e cresceu em Sherborne. Ele tem um irmão chamado Michael Jones. Ele frequentou a Sherborne Abbey Primary School e o Gryphon School. Quando estudava na Gryphon, Ben estrelou o Sargento Francis Troy em uma adaptação de Far from the Madding Crowd.

## Carreira
Em 2012, Hardy estrelou como Arthur Wellesley na peça de David Hare, The Judas Kiss, juntamente com Rupert Everett. A produção inicialmente teve uma temporada limitada no Hampstead Theatre, de setembro a outubro de 2012, seguida por uma pequena turnê em Bath, Richmond, Brighton e Cambridge antes, após ótimas críticas, de ser transferida para o Duke of York's Theatre, em janeiro de 2013. Seu papel exigia que ele executasse uma nudez frontal completa, que ele descreveu posteriormente como "incrivelmente desesperador".
Em 19 de abril de 2013, foi anunciado que Hardy interpretaria Peter Beale na soap opera EastEnders da BBC, substituindo o ator Thomas Law que interpretou o personagem entre 2006 e 2010. Hardy disse: "Estou muito animado por me juntar ao fantástico elenco de EastEnders - um show que minha família assistiu por anos. Eu não posso esperar para assumir o papel de um personagem com tanta história e estou ansioso para ficar preso." Ele fez sua primeira aparição em 7 de junho de 2013, tendo sua saída anunciada em 19 de novembro de 2014 e sua última aparição foi no dia 24 de fevereiro de 2015.
Sua estreia no cinema foi no filme X-Men: Apocalipse, dirigido por Bryan Singer, coestrelando como mutante o alado Arcanjo. Posteriormente, foi escalado para interpretar o roteirista John William Polidori no romance Mary Shelley, da diretora Haifaa al-Mansour, contracenando com Elle Fanning e Douglas Booth. Ben também interpretou o bombeiro Wade Parker, do Granite Mountain Hotshots que perdeu a vida em 2013 em um incêndio na Yarnell Hill, no drama de ação de Joseph Kosinski, Only the Brave. O filme, coestrelado por Josh Brolin e Miles Teller, foi lançado em 22 de setembro de 2017.
Em abril de 2018, ele interpretou Walter Hartright, o papel principal, na adaptação do romance The Woman in White, de Wilkie Collins, feita pela BBC. Recentemente ele interpretou o baterista Roger Taylor, da banda Queen, no filme biográfico Bohemian Rhapsody.

## Filmografia

### Filmes
| Ano  | Título              | Papel                            | Diretor                                      |
| ---- | ------------------- | -------------------------------- | -------------------------------------------- |
| 2016 | X-Men: Apocalypse   | Warren Worthington III / Arcanjo | Bryan Singer                                 |
| 2017 | Mary Shelley        | John William Polidori            | Haifaa al-Mansour                            |
| 2017 | Only the Brave      | Wade Parker                      | Joseph Kosinski                              |
| 2018 | Bohemian Rhapsody   | Roger Taylor                     | Bryan Singer Dexter Fletcher (não creditado) |
| 2019 | 6 Underground       | Four/Billy                       | Michael Bay                                  |
| 2020 | Pixie               | Frank                            | Barnaby Thompson                             |
| 2021 | The Voyeurs         | Seb                              | Michael Mohan                                |
| 2023 | Unicorns            | Luke                             | Sally El Hosaini James Krishna Floyd         |
| 2023 | Love at First Sight | Oliver Jones                     | Vanessa Caswill                              |

### Televisão
| Ano       | Titulo                           | Papel            | Observação                     |
| --------- | -------------------------------- | ---------------- | ------------------------------ |
| 2012      | Call the Midwife                 | Repórter         | Um episódio                    |
| 2013−2015 | EastEnders                       | Peter Beale      | Elenco regular (187 episódios) |
| 2017      | Drunk History (versão britânica) | Rei Artur        | Um episódio                    |
| 2018      | The Woman in White               | Walter Hartright | Papel principal                |

## Prêmios e indicações
| Ano  | Prêmio                     | Categoria                 | Indicação         | Resultado | Ref.   |
| ---- | -------------------------- | ------------------------- | ----------------- | --------- | ------ |
| 2013 | Inside Soap Award          | Melhor Estreante          | EastEnders        | Indicado  | [ 14 ] |
| 2014 | TV Choice Award            | Melhor Ator em Telenovela | EastEnders        | Indicado  | [ 15 ] |
| 2017 | Kids' Choice Award         | #Squad                    | X-Men: Apocalypse | Indicado  | [ 16 ] |
| 2019 | Prêmio Screen Actors Guild | Melhor Elenco em Cinema   | Bohemian Rhapsody | Indicado  | [ 17 ] |

## Teatro
| Ano  | Título         | Papel            | Observação                                 |
| ---- | -------------- | ---------------- | ------------------------------------------ |
| 2012 | The Judas Kiss | Arthur Wellesley | Hampstead Theatre e Duke of York's Theatre |